# Georges Van Acker
Georges Van Acker (Eeklo, 18 mei 1919 - na 1987), ook Joris Van Acker, was een Vlaams schrijver.

## Levensloop
Georges Van Acker was bediende bij de Nationale Maatschappij der Belgische Spoorwegen (NMBS) en, als socialistisch voorman, lid van het uitvoerend bureau van de ACOD (Algemene Centrale van Openbare Diensten), afdeling Spoor.
In 1959 stichtte hij, samen met Mark Braet, het literair tijdschrift Kruispunt en was er vijftien jaar hoofdredacteur van.
Hij werd laureaat van de aforismenwedstrijd die werd ingericht door het tijdschrift Oprispingen. 
Werk van hem is vertaald in het Frans, Russisch, Hongaars en Joegoslavisch.

## Publicaties
- Rode rijmen, poëzie, 1949.
- Opstand, poëzie, 1950.
- De Weg der Hoop, spreekkoor, 1952.
- Het socialistisch realisme als wereldbeeld, essay, 1955.
- Scheppingsmethode van de vooruitstrevende kunstenaar, essay, 1955.
- Van liefde, strijd en dood, poëzie, 1959.
- Gedichten onder schuilnaam, poëzie, 1962.
- Parels en stenen, aforismen, 1968.
- Perles et cailloux, aforismen, 1975.
- Parels en Zwijnen Bezeten van vrijheid, aforismen, 1987.